# 奇西克
奇西克（i/ˈtʃɪzɪk/）是英國倫敦的一個地區，在行政區劃上屬於豪恩斯洛倫敦自治市。在歷史上奇西克曾屬於米德爾塞克斯郡。奇西克的主要產業是商業，這裡還有一家啤酒廠。

## 外部連結
维基共享资源上的相關多媒體資源：奇西克